# Pireneitega major
Pireneitega major är en spindelart som först beskrevs av Kroneberg 1875.  Pireneitega major ingår i släktet Pireneitega och familjen mörkerspindlar. Inga underarter finns listade i Catalogue of Life.